# Фінал кубка Англії з футболу 1908
Фінал кубка Англії з футболу 1908 — 37-й фінал найстарішого футбольного кубка у світі. Учасниками фіналу були «Вулвергемптон Вондерерз» і «Ньюкасл Юнайтед». Володарем кубкового трофею став «Вулвергемптон Вондерерз».

## Шлях до фіналу
| «Вулвергемптон Вондерерз» | «Вулвергемптон Вондерерз» | «Вулвергемптон Вондерерз»               | Раунд           | «Ньюкасл Юнайтед»  | «Ньюкасл Юнайтед» | «Ньюкасл Юнайтед»        |
| ------------------------- | ------------------------- | --------------------------------------- | --------------- | ------------------ | ----------------- | ------------------------ |
| Суперник                  | Результат                 | Матчі                                   |                 | Суперник           | Результат         | Матчі                    |
| «Бредфорд Сіті»           | 2—1                       | 1—1 на виїзді, 1—0 вдома (перегравання) | Перший раунд    | «Ноттінгем Форест» | 2—0               | 2—0 вдома                |
| «Бері»                    | 2—0                       | 2—0 вдома                               | Другий раунд    | «Вест Гем Юнайтед» | 2—0               | 2—0 вдома                |
| «Свіндон Таун»            | 2—0                       | 2—0 вдома                               | Третій раунд    | «Ліверпуль»        | 3—1               | 3—1 вдома                |
| «Сток»                    | 1—0                       | 1—0 на виїзді                           | Четвертий раунд | «Грімсбі Таун»     | 5—1               | 5—1 вдома                |
| «Саутгемптон»             | 2—0                       | 2—0 на нейтральному полі                | 1/2 фіналу      | «Фулгем»           | 6—0               | 6—0 на нейтральному полі |

## Матч
| 25 квітня 1908 |

| Вулвергемптон Вондерерз         | 3:1      | Ньюкасл Юнайтед |
| ------------------------------- | -------- | --------------- |
| Гант 40' Гедлі 43' Гаррісон 85' | Протокол | Гоуві 73'       |

| Крістал Пелес, Лондон Глядачів: 74 967 Арбітр: Т.П. Кемпбелл |

|  |  |

|                  |  |                    |  |
|                  |  |                    |  |
| В                |  | Томмі Ланн         |  |
| З                |  | Джекері Джонс      |  |
| З                |  | Тед Коллінз        |  |
| ПЗ               |  | Кеннет Гант        |  |
| ПЗ               |  | Біллі Вулдрідж (к) |  |
| ПЗ               |  | Альф Бішоп         |  |
| Н                |  | Біллі Гаррісон     |  |
| Н                |  | Джек Шелтон        |  |
| Н                |  | Джордж Гедлі       |  |
| Н                |  | Воллі Радфорд      |  |
| Н                |  | Джек Педлі         |  |
| Головний тренер: |  |                    |  |
| Джек Адденбрук   |  |                    |  |

|                  |  |                  |  |
|                  |  |                  |  |
| В                |  | Джиммі Лоуренс   |  |
| З                |  | Білл Маккрейкен  |  |
| З                |  | Дік Пудан        |  |
| ПЗ               |  | Алекс Гарднер    |  |
| ПЗ               |  | Колін Вейтч (к)  |  |
| ПЗ               |  | Пітер Маквілліам |  |
| Н                |  | Джок Ратерфорд   |  |
| Н                |  | Джеймс Гоуві     |  |
| Н                |  | Білл Еплярд      |  |
| Н                |  | Фінлей Спіді     |  |
| Н                |  | Джордж Вілсон    |  |
| Головний тренер: |  |                  |  |
| Френк Ватт       |  |                  |  |